# Juan Carlos Oliva
Juan Carlos Oliva Fornos (Mequinenza, el 4 de enero de 1965) es un entrenador de fútbol español que actualmente está de segundo entrenador en los Emiratos Árabes Unidos.

## Carrera deportiva
Ha entrenado a varios clubes, entre ellos, a la Unió Esportiva Lleida "B", CF Tremp, CF Balaguer, UD Fraga, CD Binéfar, Barbastro, Deportivo Alavés, Hospitalet, Aris Salónica, Villarreal B, Salamanca, Nástic de Tarragona, Aris de Salónica, Lleida Esportiu i Sharjah FC (Emiratos Árabes). Ha sido segundo entrenador de Quique Sánchez Flores durante cinco temporadas en el Al-Ahly, Al-Ain, RCD Espanyol y en el Watford.
Entre 2001 y 2004, Oliva dirigió a la UD Fraga, con la que logró ganar dos campeonatos de Tercera División. Al año siguiente volvió a conseguir dicho título, esta vez al mando de la UD Barbastro.
A principios de 2006, Oliva fue nombrado nuevo técnico del Deportivo Alavés en la temporada 2005-06, tras la destitución de Chuchi Cos; aunque solo estuvo un mes en el cargo antes de ser destituido por el excéntrico Dmitry Piterman. En cinco partidos, consiguió tres victorias, un empate y una derrota. El equipo vasco terminaría descendiendo.
En junio de 2006, el Hospitalet de Segunda B fichó a Oliva. Bajo su dirección, el conjunto catalán terminó cuarto en la Liga regular y entró en el "play-off" de ascenso, donde no pudo salir victorioso.
Tras estar solo tres meses al frente del Aris Salónica FC griego, Oliva se incorporó al Villarreal B, dejando al filial amarillo en mitad de la tabla en la temporada 2007-08.
En la temporada 2008-09, desempeñó las funciones de segundo entrenador en el Real Club Recreativo de Huelva, trabajando con Lucas Alcaraz.
El 23 de junio de 2009, fue presentado como nuevo técnico de la Unión Deportiva Salamanca. Aunque tenía firmado un contrato por una temporada, Oliva fue destituido del cargo en enero de 2010. La presión de la grada, alimentada por las altas expectativas de la directiva de intentar ascender con un equipo de los más bajos presupuestos de la categoría, fueron los detonantes de la destitución con el equipo situado en la 8.ª posición de la clasificación. Tras su marcha, el equipo charro tuvo dos entrenadores más y se salvó de forma dramática en la última jornada de liga.
El 6 de diciembre de 2010, el Gimnàstic confirmó el fichaje de Juan Carlos Oliva en sustitución de Luis César Sampedro. El entrenador llegaba al club catalán con el objetivo de salvar la categoría, ya que los grana se encontraban en la última posición. Finalmente, y a falta de una jornada para la finalización del campeonato, el Club Gimnàstic de Tarragona consiguió la permanencia matemática al vencer al Albacete Balompié ante casi 14.000 aficionados, alcanzando así el objetivo.
Tras un mal inicio de campeonato 11-12, el 30 de octubre de 2011 fue destituido, dejando el equipo a 4 puntos de los puestos de permanencia. Su sustituto, Jorge D'Alessandro, no consiguió mantener la categoría, consumando el descenso a 2.ª División B tras quedar último clasificado a 15 puntos de la salvación.
Tras abandonar el Nastic marchó al futbol de Emiratos Árabes, realizando las funciones de segundo entrenador de Quique Sánchez Flores en dos equipos, Al-Ahly (14-15 conquistando la President´s Cup) y Al-Ain (15-16). 
En las temporadas 16-17 y 17-18, forma parte del cuerpo técnico de Quique Sánchez Flores en las filas del RCD Espanyol de la Primera División de España. 
Entrenó en la temporada 17-18 en el AC Omonia Nicosia. 
En enero de 2019, el entrenador leridano firma con el Club Lleida Esportiu del Grupo III de la Segunda División B, al que llegar para sustituir a Gerard Albadalejo y acabar la temporada 2018-19.
En septiembre de 2019, se incorpora al Watford Football Club para formar parte del personal técnico como segundo entrenador de Quique Sánchez Flores. En diciembre de 2019, tras la destitución del técnico principal abandona el club inglés.
En julio de 2021 se incorporó como segundo entrenador en Sharjah F.C., equipo de la primera división de futbol en Emiratos. Durante tres temporadas ha compaginado el cargo de entrenador con la gestión individual de mejora de jugadores del equipo sub-21. En junio de 2023 finalizó por decisión propia su vínculo con Sharjah, consiguiendo en el mismo mes la convocatoria de hasta 10 jugadores para las diferentes selecciones nacionales de Emiratos (1 Absoluta, 5 Olímpica y 4 Under 20).

## Clubes

### Como entrenador
| Equipo                                | País                   | Año       |
| ------------------------------------- | ---------------------- | --------- |
| UD Fraga                              | España                 | 2001-2004 |
| UD Barbastro                          | España                 | 2004-2005 |
| Deportivo Alavés                      | España                 | 2005-2006 |
| Hospitalet                            | España                 | 2006-2007 |
| Aris Salónica FC                      | Grecia                 | 2007-2008 |
| Villarreal B                          | España                 | 2007-2008 |
| Recreativo de Huelva (2.º entrenador) | España                 | 2008-2009 |
| Unión Deportiva Salamanca             | España                 | 2009-2010 |
| Club Gimnàstic de Tarragona           | España                 | 2010-2011 |
| Al-Ahli (2.º entrenador)              | Emiratos Árabes Unidos | 2012-2013 |
| Al-Ain FC (2.º entrenador)            | Emiratos Árabes Unidos | 2013-2015 |
| RCD Espanyol (2.º entrenador)         | España                 | 2016-2018 |
| AC Omonia Nicosia                     | Chipre                 | 2018-2019 |
| Club Lleida Esportiu                  | España                 | 2019      |
| Watford FC (2.º entrenador)           | Inglaterra             | 2019      |
| Sharjah FC (2.º entrenador)           | EAU                    | 2021      |

## Palmarés como entrenador

### Campeonatos nacionales
| Título                   | Club                      | País   | Año       |
| ------------------------ | ------------------------- | ------ | --------- |
| Liga de Tercera División | Unión Deportiva Fraga     | España | 2001-2002 |
| Liga de Tercera División | Unión Deportiva Fraga     | España | 2002-2003 |
| Liga de Tercera División | Unión Deportiva Barbastro | España | 2004-2005 |